# 坪井研二
坪井 研二（つぼい けんじ、1928年11月13日 - ）は、日本の俳優。本名同じ。

## 人物
劇団バラ座で活動後、大映演技研究所を経て大映に入社し、映画俳優となる。同社を退社後は劇団石の会に所属。テレビ・ラジオでの活動も開始。その後はグループ・てえぶらに所属していた。

## 出演作品

### テレビドラマ
- 私が笛を吹くとき（1957年、NHK）
- どんぐり記者（1959年、フジテレビ）

- 海底人8823（1960年、フジテレビ） - 井手博士
- 東京タワーは知っている(第1回)美しき空輸 （1960年8月5日、フジテレビ）

### 映画
- 愛の星座(1957年、現場監督）
- 群衆の中の殺人（1958年、木南刑事）
- 母恋鳥（1958年、吉村先生）

### CM
- ちゃりんぼ兄弟（1960年、関西テレビ） - CM担当
- 養命酒 （1960年代）[2]

### その他
- ありがとう!この人に（1965年、フジテレビ） - ホスト[3]